# Bulbophyllum atrorubens
Bulbophyllum atrorubens är en orkidéart som beskrevs av Rudolf Schlechter. Bulbophyllum atrorubens ingår i släktet Bulbophyllum och familjen orkidéer. Inga underarter finns listade i Catalogue of Life.